# Oresch
Oresch (bulgarisch: Ореш) ist ein Dorf in Bulgarien.
Es zählt zum Verwaltungsgebiet der Stadt Swischtow in der Oblast Weliko Tarnowo. Oresch liegt am rechten Ufer der Donau, 257 km nordöstlich von Sofia.
Es liegt zwölf Kilometer von der Universitätsstadt Swischtow entfernt, wo die Donau ihren südlichsten Punkt (430,37'N) erreicht. Oresch hat 1338 Einwohner (Stand 15. September 2022).
Einwohnerzahlen:
- 1947 (Stand 1. Januar 2006)
- 1755 (Stand 15. Dezember 2010)
- 1338 (Stand 15. September 2022)